# Хикенлупер, Бурк
Бурк Бле́йкмор Хи́келупер (англ. Bourke Blakemore Hickenlooper; 21 июля 1896 года, Блоктон — 4 сентября 1971 года, Шелтер-Айленд) — американский юрист и политик. 30-й лейтенант-губернатор и 29-губернатор Айовы, 11-й сенатор США от Айовы. Член Республиканской партии США.

## Ранняя жизнь и образование
Родился в 1896 году в Блоктоне. Начал получать образование в Колледже сельского хозяйства и механических искусств до 1917 года, когда прервал его, поступив на армейскую службу в офицерский учебный лагерь в Форт-Снеллинге. Произведенный во вторые лейтенанты, он был назначен в 339-й полк полевой артиллерии и служил в воюющей Франции до марта 1919 года. После военной службы Хикенлупер продолжил образование в Колледже сельского хозяйства и механических искусств и в 1919 году по окончании получил степень бакалавра промышленных наук. Затем он поступил в Юридический колледж Университета Айовы, который окончил в 1922 году и получил степень доктора. После этого он был принят в коллегию адвокатов и начал заниматься юридической практикой в Сидар-Рапидс.

## Карьера
В 1934 году был избран членом Палаты представителей Айовы и занимал этот пост до 1937 года. В круг его интересов входили образование, общественное здравоохранение, развитие автомобильных дорог, защита детей и реорганизация управления. 8 ноября 1938 года он был избран вице-губернатором Айовы в паре с Джорджем Уилсоном и сохранял этот пост, с переизбранием в 1940 году, до 1942 года, когда на очередных губернаторских выборах баллотировался и одержал победу демократом и 27-м губернатором Айовы Нельсоном Крэшелом с значительным преимуществом, набрав 62,75 % голосов избирателей против 36,96 % — у соперника.
14 января 1943 года официально вступил в должность губернатора. Весь его неполный двухлетний срок пребывания в должности был омрачён событиями Второй мировой войны, вмешивающиеся в финансирование из бюджета штата Айова. Оттуда же финансировалась и международная миротворческая организация. В 1944 году он не баллотировался вновь на переизбрание. Вместо этого в том же году на ноябрьских выборах он баллотировался в Сенат США от Айовы, одержав победу над действующим сенатором Гаем Джиллеттом. С тех пор он переизбирался в 1950, 1956 и 1962 годах демократических кандидатов Элберта Лавленда, Рудольфа Эванса и Элберта Смита, получая большинство голосов.
В 1944 и 1952 годах он избирался в делегаты Республиканского национального съезда от Айовы. В 1956 году он снова был им избран и был избран спикером съезда.

### Сенат США
Его сенатская деятельность была охарактеризована как «тихая» и его имя редко появлялось в средствах массовой информации. Он считался консерватором и изоляционистом, был убеждённым сторонником Организации Объединенных Наций, в 1947 году голосовал за помощь Греции и Турции, выступал за план Маршалла и способствовал созданию Организации Североатлантического договора. К 1949 году он, как и другие, начал выражать беспокойство по поводу отсутствия безопасности в Комиссии по атомной энергии США и поддержал расследование деятельности организации. В 1952 году предложил выдвинуть генерала Дуайта Эйзенхауэра на пост Президента США. В 1954 году он выступил соавтором закона Коула-Хикенлупера, который позволил частным предприятиям развивать ядерную энергетику. Он голосовал за принятие законов о гражданских правах 1957 и 1960 годов, но вместе с другим консерватором Барри Голдуотером голосовал против принятия закона о гражданских правах 1964 года. Он также голосовал за принятие 24-й поправки к Конституции США и закона об избирательных правах 1965 года.

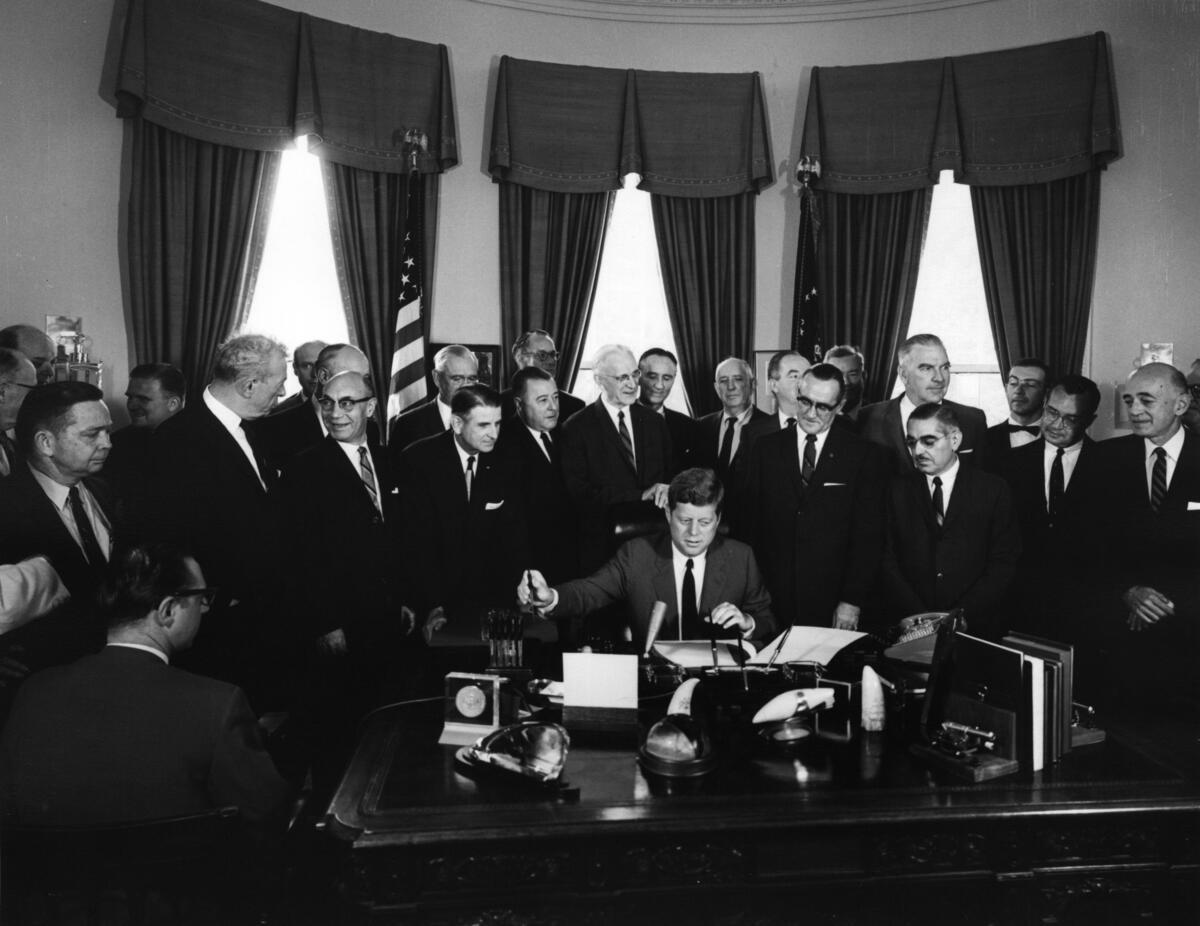
Среди законодателей (сидит на стуле) в момент подписания закона о спутниках связи.31 августа 1962 г.

Его часто называли «воином Холодной войны» из-за его борьбы с коммунизмом. Он входил в печально известный Подкомитет Тайдингса, которому было поручено провести полное расследование относительно того, были ли сотрудники, нелояльные США, наняты Государственным департаментом США. Несмотря на отчёт Подкомитета, оправдавший Госдепартамент, он присоединился к единственному республиканцу в Подкомитете, сенатору Генри Лоджу, отказавшемуся подписать отчёт из-за пресмыкательства Подкомитета и недостатка доказательств. В этом же направлении он действовал и в 1962 году, когда была принята его поправка к закону об иностранной помощи, прекращающего оказание помощи любой стране, экспроприирующей собственность США. Поправка была направлена против кубинского режима Кастро, который экспроприировал принадлежащие и контролируемые США сахарные плантации и нефтеперерабатывающие заводы и лишил, по мнению автора поправка, граждан США прямых инвестиций без компенсации.
Будучи членом Сенатского Комитета по международным отношениям, он консультировался со многими президентами, часто ездил в зарубежные страны, имел дело со многими главами государств и был делегатом США в Организации Объединённых Наций в 1959 году. После избрания Президентом США Джона Кеннеди он стал крайне скептически относиться к развитию так называемого «государства всеобщего благосостояния» и часто выступал против инициатив, которые способствовали этому. В 1963 году он проголосовал за Договор о запрещении ядерных испытаний, изменив свою прежнюю позицию по этому вопросу. В 1964 году он также выступил соавтором резолюции по Тонкинскому заливу, которая позволила Президенту США Линдону Джонсону увеличить численность войск во Вьетнаме. В 1967 году и был одним из немногих американских законодателей, призвавших к расследованию инцидента с кораблём радиоэлектронной разведки «USS Liberty» в международных водах Средиземного моря. Что касается американо-советских отношений, он помог получить одобрение в Сенате США Консульской конвенции — первого договора с СССР.
Его активная политическая карьера завершилась председательством в Комитете по республиканской политике, которым он руководил с 1962 года, и работой в комитетах Сената по сельскому хозяйству, авиационной и космической науке, банковскому делу и международным отношениям, а также в Объединённом комитете Конгресса по атомной энергии. За всю историю появлений в Сенате США он пропустил 241 из 4532 из них, что составило 5,3 %.

## Поздние годы и смерть
К окончанию своего четвёртого полного срока полномочий в Сенате США, он, исходя из личных причин, решил не идти на переизбрание в 1968 году.
Он скончался 4 сентября 1972 года в Шелтер-Айленде от сердечного приступа и был похоронен на кладбище «Мемориальный парк „Сидар“» в Сидар-Рапидс.

## Личная жизнь
Был женат Верне Эллен Бенш (умерла в 1970 году), от которой имел двоих детей. Исповедовал методизм.

## Признание и членство
Он получил почётные степени в колледжах Парсонс, Лорас, Эльмайра и Университете Верхней Айовы. Он также был членом различных профессиональных организаций и братств, таких как Ассоциации адвокатов округа Линн и штата Айова, Американского легиона, Phi Delta Phi, Sigma Phi Epsilon, ордена лосей, Независимого ордена чудаков и масонской ложи шрайнеров.